# Isidrogalvia falcata
Isidrogalvia falcata là một loài thực vật có hoa trong họ Melanthiaceae. Loài này được Ruiz & Pav. miêu tả khoa học đầu tiên năm 1802.